# Carl Frängsmyr
Carl Johan Erik Frängsmyr, född den 14 januari 1971, är en svensk idéhistoriker. Han är son till Tore Frängsmyr.

## Biografi
Efter att 1990 ha gått ut Katedralskolan i Uppsala avlade han filosofie kandidat- och magisterexamen vid Uppsala universitet. Han  disputerade där år 2000 i idé- och lärdomshistoria på avhandlingen Klimat och karaktär – Naturen och människan i sent svenskt 1700-tal. Frängsmyr utnämndes 2010 till docent i detta ämne.
Frängsmyr var tidigare knuten till Avdelningen för vetenskapshistoria som forskare och knuten till Enheten för alumnkontakter, donatorsrelationer och akademiintendentur som redaktör. Vid sidan av detta har han även varit Upsala Nya Tidnings essäredaktör 2004–2009. 
Han hittills mest omfattade arbete är de två band om Uppsala universitets historia under perioden 1852–1916, vilka utkom 2010, och som utgjorde de första moderna tillskotten till den äldre universitetshistorik som kring sekelskiftet 1900 utgavs av Claes Annerstedt. Han belönades för detta verk 2011 av Kungliga Vetenskapsakademien med Letterstedtska författarpriset.
Idag är Frängsmyr universitetshistoriker vid Uppsala universitetsbibliotek. Frängsmyr är ledamot av Michaelisgillet och Collegium Curiosorum Novum. Han är ordförande i Svenska Linnésällskapet sedan 2020, dessförinnan vice ordförande.

## Utmärkelser  och ledamotskap
- Ledamot av Kungliga Gustav Adolfs Akademien (LGAA 2016, styrelsesuppleant)[7]
- Ledamot av Kungl. Vetenskapssamhället i Uppsala (LVSU 2015, vice sekreterare 2018-2021)[8]
- Hedersledamot av Norrlands nation (2011)[2]